# Раєвський Віталій Євгенович
Віта́лій Євге́нович Рає́вський (12 травня 1967, Миколаїв) — український спортсмен в академічному веслуванні, майстер спорту СРСР міжнародного класу, заслужений тренер України.

## Біографія
У дитинстві займався легкою атлетикою та гандболом. Брав участь в змаганнях з легкої атлетики на дистанції 100 м і стрибків у висоту, грав в ручний м'яч у шкільній команді. Веслуванням почав займатися у 12 років під керівництвом Петра Гавриловича Шкаброва.
Після завершення спортивної карьєри — вчитель відділення академічного веслування Миколаївського вищого училища фізичної культури, тренер молодіжної збірної команди України з академічного веслування.

## Спортивні досягнення
- 12-разовий чемпіон України,
- 4-разовий чемпіон СРСР.
- 1984 — срібний призер «Дружби»,
- 1985 — чемпіон юніорської першості світу,
- 1992 — 10 місце на літніх Олімпійських іграх в Барселоні (у складі вісімки за збірну СНД),
- 1995 — чемпіон Європи (у складі вісімки, разом з ним — Олександр Бєлозеров),
- 1996 — 10 місце на літніх Олімпійських іграх в Атланті (у складі вісімки, разом з ним — Валерій Самара та Олександр Бєлозеров).
- 1998 — чемпіон Європи.
- учасник 6 чемпіонатів світу, фіналіст чемпіонату світу 1994 року, 6 місце.
- Переможець та призер міжнародних регат у Швейцарії, Данії, ФРН, Голландії, Франції, Італії та США.